# Paralaxa

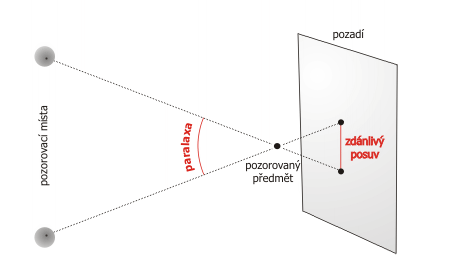
Paralaxa

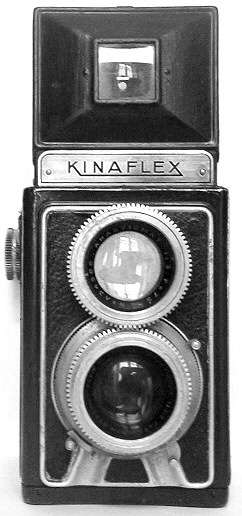
Paralaxa se projevuje u dvouokých zrcadlovek, kde pohled z hledáčku a objektivu fotoaparátu není týž

Paralaxa (z řeckého παράλλαξις (parallaxis) znamenající „změna“) je úhel, který svírají přímky vedené ze dvou různých míst v prostoru k pozorovanému bodu. Jako paralaxa se také označuje zdánlivý rozdíl polohy bodu vzhledem k pozadí při pozorování ze dvou různých míst.
Čím dále je pozorovaný předmět od pozorovacích míst, tím je paralaxa menší.
Nejjednodušším příkladem paralaxy v praxi je pozorování předmětů střídavě levým a pravým okem. Předměty v popředí se zdánlivě posunují vůči pozadí – čím blíže je pozorovaný předmět, tím větší je jeho zdánlivý posuv.

## Paralaxa v astronomii
V astronomii se určováním paralaxy především měří vzdálenost vesmírných těles. Pozorovací místa musí být od sebe výrazně vzdálena, aby například při měření vzdálenosti hvězd byla paralaxa vůbec měřitelná.

## Paralaxa u fotoaparátů
U fotoaparátu se paralaxou rozumí úhel mezi osou hledáčku a objektivu. Tento jev komplikuje pořizování fotografií (nejvíce kompozic se vzdálenými i blízkými objekty), protože v hledáčku se zobrazuje částečně jiný pohled na scénu než v objektivu. Tento jev se neprojevuje u jednookých zrcadlovek, protože je v hledáčku zobrazován obraz přímo vytvořený objektivem (paralaxa je zde nulová).
Při fotografování pomocí blesku je paralaxa mezi zábleskovým zařízením a objektivem rozhodující pro tzv. „efekt červených očí“. Čím menší je tato paralaxa, tím větší je pravděpodobnost vzniku tohoto efektu. Pokud je totiž tato paralaxa malá, jsou osy objektivu a blesku téměř shodné a protínají se v oku fotografované osoby. Proto je vhodné tuto paralaxu zvětšit – ať už zmenšením vzdálenosti mezi fotoaparátem a fotografovanou osobou nebo vysunutím blesku do větší vzdálenosti od fotoaparátu.

## Paralaxa u zaměřovacích zařízení
Negativně se paralaxa projevuje i u některých zaměřovacích zařízení. Např. u puškohledů při střelbě na blízké cíle vliv paralaxy (úhel mezi osou hlavně a osou optické soustavy) na umístění zásahu s klesající vzdáleností cíle roste.
Pozn.: Puškohledy bývají vybaveny korekcí objektivu (anglicky AO – adjustable objective), která je označována jako korekce paralaxy ne proto, že by způsobovala změnu směru osy optické soustavy, ale protože eliminuje chybu zaměření cíle v případě vyosení oka mimo optickou soustavu puškohledu.